# Näsviken (Hudiksvall)
Näsviken is een plaats in de gemeente Hudiksvall in het landschap Hälsingland en de provincie Gävleborgs län in Zweden. De plaats heeft 977 inwoners (2005) en een oppervlakte van 184 hectare.

## Verkeer en vervoer
Bij de plaats loopt de Riksväg 84.